# Pustefix

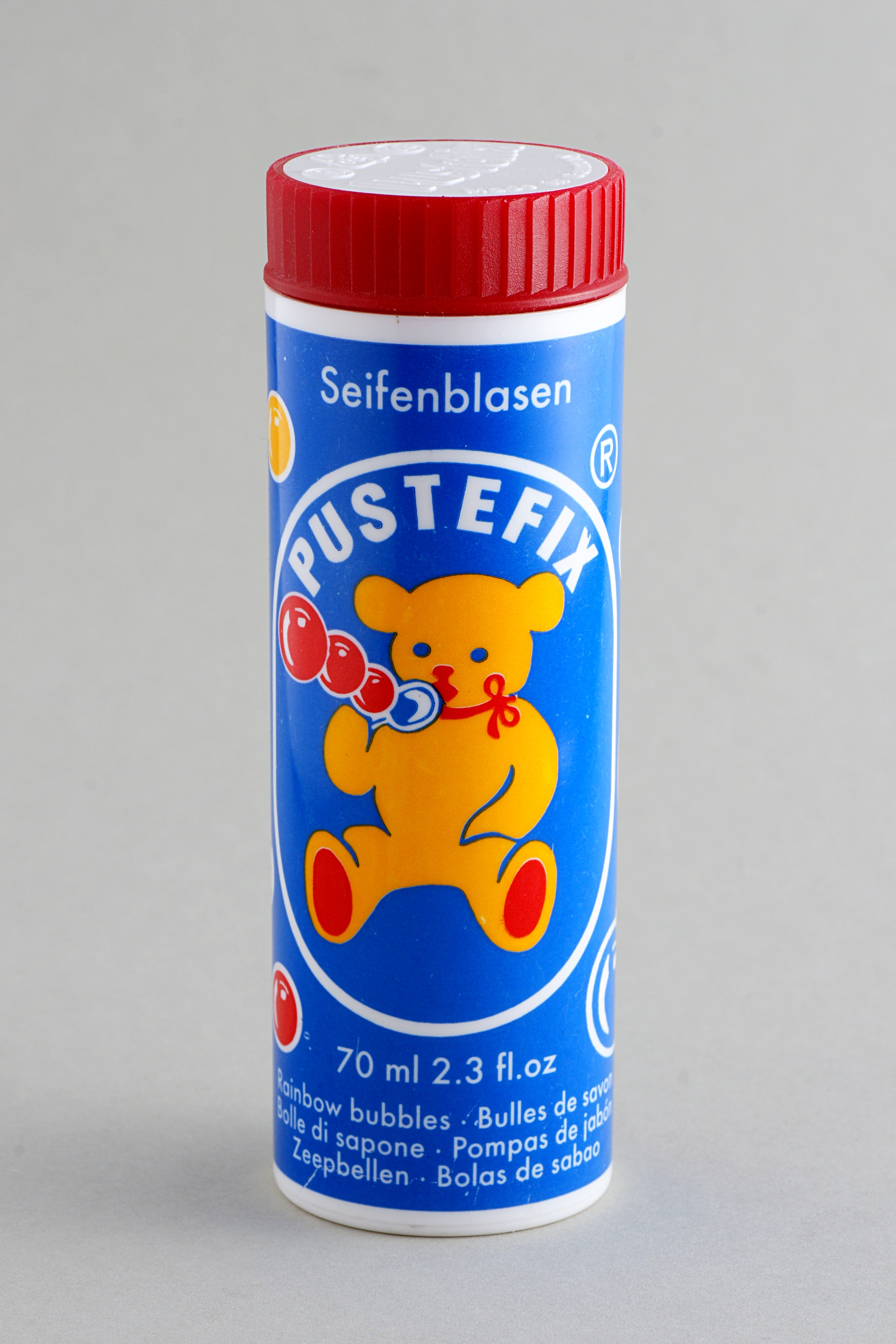
70-ml-Dose Pustefix im klassischen Design: blaue Dose mit gelbem Teddybär, roter Deckel

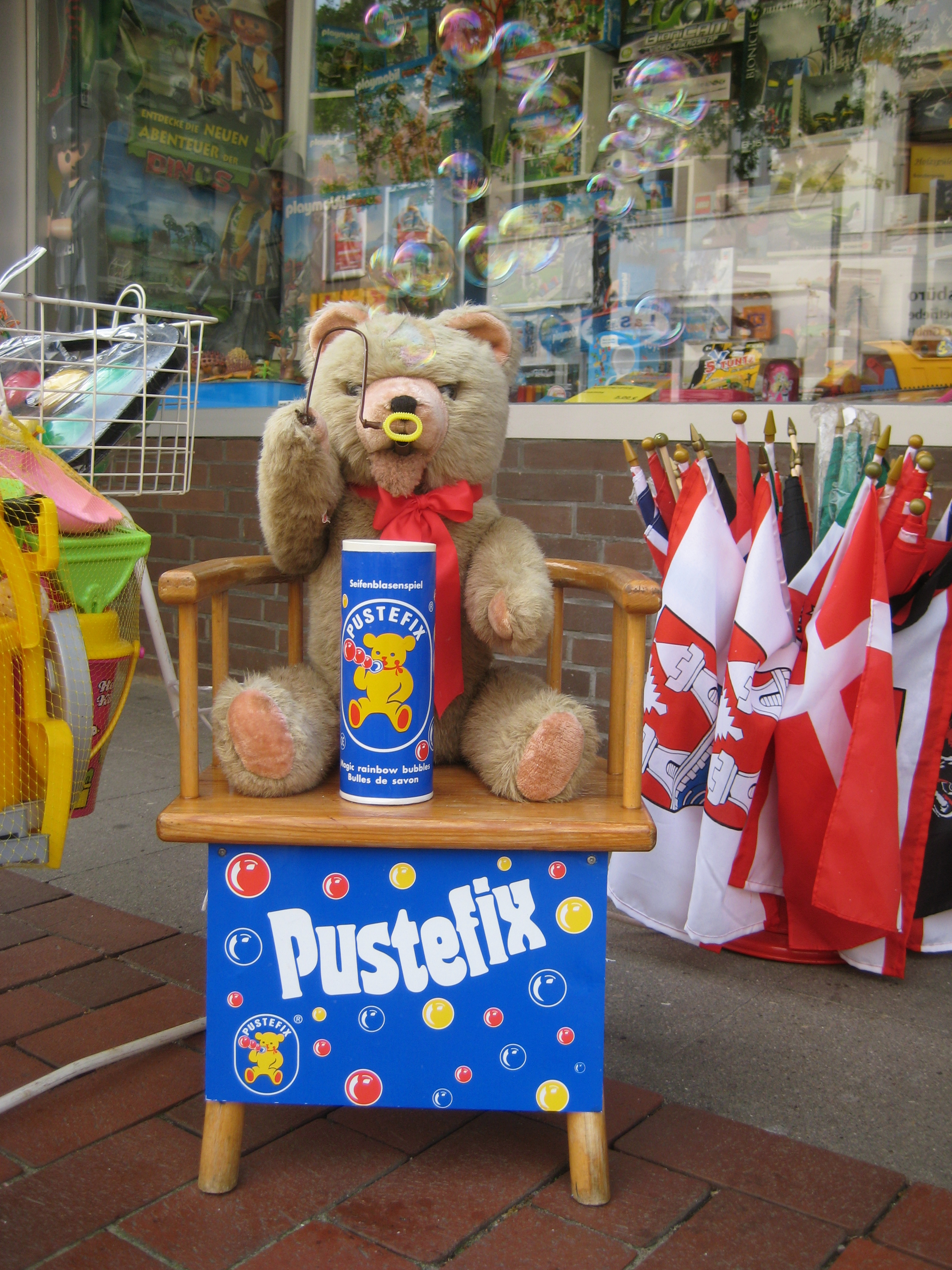
Pustefix-Werbung

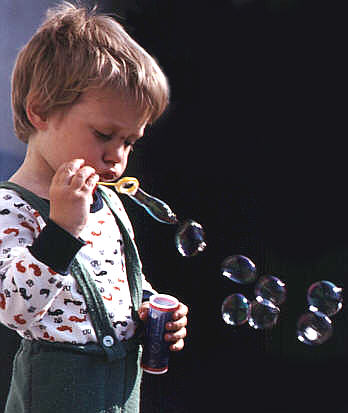
Kind mit einer Pustefix-Dose erzeugt Seifenblasen

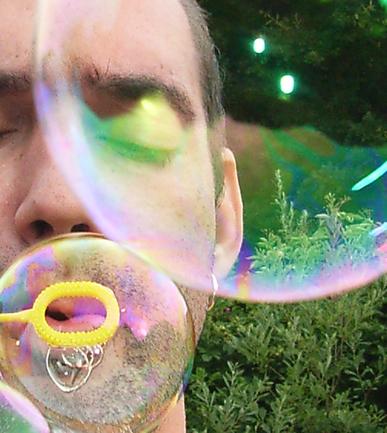
Erzeugen von Seifenblasen durch Hineinblasen in den Blasring

Pustefix ist eine Marke der Pustefix GmbH mit Sitz in Tübingen für das von ihr produzierte Spielzeug, das aus einer gebrauchsfertigen Lösung zur Herstellung von Seifenblasen in einer Dose und einem Blasring aus Kunststoff besteht.

## Produkte
Pustefix wird in einer Kunststoffröhre mit 42 ml oder 70 ml Inhalt verkauft. Am abschraubbaren Deckel aus Kunststoff befindet sich ein Stäbchen und an dessen Ende ein Blasring. Der Pustefix-Blasring kann in seinen zahlreichen Querrillen Flüssigkeit speichern. Nach dem Herausziehen aus der Seifenflüssigkeit ist eine Seifenhaut am Blasring aufgespannt. Seifenblasen werden erzeugt, indem man sanft durch den Blasring bläst.
Beim traditionellen Design ist ein gelber Teddybär auf einer blauen Dose aufgedruckt, Deckel und Blasring sind rot. Heute sind weitere Designs und mehr Farbvarianten im Angebot. Beispielsweise gibt es Dosen mit aufgedruckten Benjamin-Blümchen-Figuren oder Dinosaurier-Motiven. Der Blasring kann zum Beispiel auch gelb, grün oder blau sein. 
Neben dem millionenfach hergestellten Standardprodukt gibt es eine Reihe von Sonderformen wie eine Plastik-Spielzeugtrompete, die Seifenblasen ausstößt, Drücktiere, Seifenblasenmaschinen und einen Experimentierkasten in Zusammenarbeit mit Kosmos. Ein großer geriffelter Ring mit etwa 15 cm Durchmesser, abgewinkeltem Griff und dazu passender Tauchschale erlaubt es, durch Ziehen mit der Hand in stehender Luft oder in sanftem Luftzug vergleichsweise große Seifenblasen zu erzeugen.

## Verbreitung
Das Spielzeug, das von 25 Mitarbeitern (2015) hergestellt wird, kann im deutschsprachigen Raum in praktisch allen Spielwarengeschäften und in vielen Supermärkten erworben werden. Pro Jahr werden etwa 700.000 Liter Flüssigkeit abgefüllt.
Exportiert wird Pustefix in mehr als 50 Länder (Stand 2007), die wichtigsten Exportmärkte sind Japan und USA. Hermann Simon erwähnte die Herstellerfirma in seinem Standardwerk über „Hidden Champions“ als Beispiel für einen Weltmarktführer in einer kleinen Marktnische.
Hauptzielgruppe sind 3- bis 10-jährige Kinder und deren Unterhalter, etwa Clowns.

## Geschichte
Entwickelt wurde die Mixtur in den 1950er Jahren, als Rolf Hein in der Nachkriegszeit in Kilchberg, einem Vorort von Tübingen, in kleinem Umfang Waschmittel produzierte und beim Experimentieren statt feinen Schaums auch große schillernde Seifenblasen entstanden.
Ursprünglich wurde die Lösung in Aluminiumdosen verkauft, die schon damals 42 oder 70 ml Lösung enthielten. Die Dosen waren mit einem Korken verschlossen, in dem eine zum Oval gebogene, feine zylindrische Sprungfeder als Blasring steckte. Rolf Hein bot Pustefix anfangs persönlich auf dem Wochenmarkt an. Er wurde belächelt, hatte aber mit seinem Produkt Erfolg.
1973 übernahm der Sohn von Rolf Hein, Gerold Peter Hein, die Führung des Unternehmens. Auf die Schrumpfung der Hauptzielgruppe durch den Geburtenrückgang in Deutschland reagierte er mit der systematischen Erschließung von Exportmärkten.
Seit 1998 wird die Unternehmensgruppe Rolf W. Hein vom Enkel des Gründers Frank Wolfgang Hein geführt. Zum 1. Januar 2011 wurde die Salzburger Stadlbauer-Gruppe neue Eigentümerin der Dr. Rolf Hein GmbH & Co. KG, womit die internationale Expansion weiter verstärkt werden sollte. Die Geschäftsführung verblieb in den Händen Rolf W. Hein, während der Vertrieb und Export von Stadlbauer übernommen wurde.
Seit 2015 wird Pustefix auch in China hergestellt. Zuvor wurde die Rezeptur der Seifenflüssigkeit, die über 60 Jahre lang ein Familiengeheimnis gewesen war, nach China verkauft. Die Rezeptur ist nach wie vor ein Firmengeheimnis.
Die Unternehmensgruppe vertreibt auch die Marke Stubbles, die von der bubbles & beyond GmbH stammt. Dabei handelt es sich um stabile Seifenblasen, die selbst bei Berührung nicht platzen.